# Pelješac
Der Pelješac [ˈpɛʎɛʃats] (Čakavisch Pelišac, italienisch Sabbioncello) ist eine Halbinsel an der dalmatinischen Adriaküste im Süden Kroatiens. Die Fläche der Halbinsel beträgt 358 km².

## Geographie
Die Halbinsel besteht aus einem schmalen, in Ost-West-Richtung langgestreckten Gebirgsrücken, der geologisch ebenso wie die dalmatinischen Inseln Teil des Dinarischen Gebirges ist, wobei die Talzonen unter den Meeresspiegel versunken sind. Im Unterschied zu den Inseln ist die Halbinsel Pelješac jedoch im Osten durch eine schmale Landverbindung bei den Ortschaften Ston und Mali Ston mit dem Festland südlich der Neretvamündung verbunden. Die höchste Erhebung ist der Sveti Ilija (961 m).
Im Norden wird die Halbinsel durch den Meeresarm Neretvanski kanal vom Festland getrennt, im Südwesten liegt ihr jenseits der relativ schmalen Meerenge des Korčulanski kanal die nordöstliche Küste der Insel Korčula gegenüber. Weiter östlich erstreckt sich auf größerer Distanz parallel zur Südküste der Halbinsel die Insel Mljet.
Das Klima in den Küstengebieten ist mediterran.

## Geschichte
Die frühesten bekannten Bewohner auf der Halbinsel Pelješac waren Illyrer, die mit griechischen Seefahrern Kontakt hatten. Davon zeugen Artefakte aus der Nakovana-Höhle oberhalb des heutigen Orebić. Seit 228 v. Chr. gerieten die illyrischen Stämme des mittleren und südlichen kroatischen Küstenlandes und auch der Halbinsel Pelješac jedoch immer mehr unter römischen Einfluss.
Seit 168 v. Chr. gehörte Pelješac zur römischen Provinz Illyrien und wurde Rhatanae Chersoneus genannt. Nach dem Untergang des Weströmischen Reiches wurde die Halbinsel Pelješac in das Byzantinische Reich eingegliedert. Seit dem 9. Jahrhundert siedelten sich slawische Stämme im Gebiet der Neretva-Flussmündung an und drangen auch auf die Halbinsel vor. Pelješac war im 10. Jahrhundert Teil der Zahumlje unter Knez Mihajlo Višević. Nach 1183 wurde es zusammen mit Zeta dem Nemanjiden-Reich angegliedert. Um 1323 machte sich der lokale Feudaladel unter den Branojević selbständig. Die Branojević plünderten die Grenzgebiete Dubrovniks, das zuerst eine Intervention der Nemanjiden beschwor, und als diese nicht reagierten, sich an Bosnien wandte. Der bosnische Fürst Stjepan II. Kotromanić eroberte Zahumlje 1326. Die Bemühungen Stefan Dušans, Zahumlje seinem Staat wieder anzugliedern, hatten keinen dauernden Erfolg, und Zahumlje verblieb bei Bosnien. 1333 wurde der südliche Teil von Zahumlje mit dem Zentrum Ston und der Insel Pelješac gegen Tribut den Ragusanern überlassen. Von 1333 bis 1808 war Pelješac Teil der Republik Ragusa (Dubrovnik).
Die Stadtrepublik Dubrovnik hatte den Ort Ston mit einer mehr als fünf Kilometer langen Verteidigungsanlage als bewehrten Vorposten ausgebaut. In Mali Ston wurde 1490 ein Kriegshafen für Schiffe aus Dubrovnik gebaut. Der Ort Orebić auf der Halbinsel Pelješac, gegenüber der Insel Korčula gelegen, erlangte erst nach dem Bau des oberhalb des Ortes gelegenen Franziskanerklosters mit der Kirche „Madonna der Engel“ eine strategische Bedeutung. Seinen Namen erhielt der Ort Orebić im 16. Jahrhundert durch eine Kapitänsfamilie aus Bakar. Seine Blütezeit hatte Orebić im 18. und 19. Jahrhundert denn in diesem Zeitraum wurden viele Waren zwischen dem Osmanischen Reich und Häfen in ganz Westeuropa dort umgeschlagen. Hier hatte im 19. Jahrhundert auch eine der größten Reedereien ihren Sitz, die Associazione Marittima di Sabioncello. Danach wurde Orebić wieder zu einem kleinen Fischerort, aus dem die bedeutendsten Schiffskapitäne Kroatiens stammten.
Nach dem Ersten Weltkrieg fiel Pelješac mit Kroatien an Jugoslawien. Während des Zweiten Weltkrieges war es durch die Machtübernahme der faschistischen Ustaša im Jahr 1941 eine Gemeinde des Unabhängigen Staates Kroatien. Nach Ende des Krieges gehörte es wieder zu Jugoslawien. Seitdem gehört es zur jugoslawischen Teilrepublik bzw. seit 1991 zur unabhängigen Republik Kroatien.
Heute ist Orebić immer noch ein kleiner Fischerort, lebt aber – auch wegen des für Kroatien seltenen Sandstrandes – im Wesentlichen vom Tourismus. Der Ort Kućište besitzt auch heute noch als Zeichen der reichen Vergangenheit prächtige steinerne Paläste, z. B. den Barockpalast Lazarevic und alte Kirchen, wie die hl. Dreifaltigkeitskirche, die Kirche der hl. Ana, die hl. Laurentiuskirche und den St. Lukas-Friedhof aus 14. Jh. An den Abhängen des Berges Sveti Ilija hat man die Gelegenheit zur Jagd auf Mufflons, Fasane und Wildschweine.

## Gemeinden und Ortschaften
Politisch gehört die Halbinsel Pelješac zur Gespanschaft Dubrovnik-Neretva und ist in vier Gemeinden gegliedert, die jeweils nach ihren Verwaltungssitzen benannt sind, daneben aber auch weitere kleinere Ortschaften umfassen (Einwohnerzahlen gemäß Volkszählung von 2001):
- Orebić im westlichen und südwestlichen Teil der Halbinsel mit 4165 Einwohnern
- Trpanj im Nordwesten mit 871 Einwohnern
- Janjina im Zentrum mit 593 Einwohnern
- Ston im Osten mit 2605 Einwohnern

Neben den Gemeindezentren befinden sich auf dem Pelješac noch unter anderem die Orte Kućište, Lovište, Prapratno, Viganj, Kuna, Potomje, Dingač, Trstenik, Osobljava, Sreser, Drače, Dubrava, Žuljana, Brijesta, Putniković, Ponikve, Zamaslina, Pijavičino und Mali Ston.
Insgesamt ist der Pelješac recht dünn besiedelt. Orebić und Ston sind die einzigen etwas größeren Orte.

## Wirtschaft und Infrastruktur
Die Küstenorte der Halbinsel Pelješac sind heute ebenso wie die Inseln und die übrige dalmatinische Küste beliebte Ferienziele. Neben dem Tourismus ist der Weinbau ein bedeutender Wirtschaftszweig. Zu dessen Spitzenprodukten zählt der auch international bekannte und in Dingač angebaute gleichnamige Rotwein.
Der Hauptverkehrsweg ist die von Ston im Osten bis Orebić im Westen die gesamte Halbinsel durchziehende Hauptstraße, die im Osten an die Küstenmagistrale angebunden ist. Von Orebić aus gibt es Fährverbindungen zur unmittelbar gegenüberliegenden Stadt Korčula auf der gleichnamigen Insel. Die Hauptstraße wird auch von Autobuslinien genutzt, die Dubrovnik oder Split über die Halbinsel Pelješac und die Fährverbindung mit der Insel Korčula verbinden, wo sie in Vela Luka am westlichen Ende der Insel enden.
Mit dem Bau der Pelješac-Brücke wurde die Nordküste der Halbinsel Pelješac mit der Küste südöstlich von Ploče verbunden, wodurch die Halbinsel eine zweite Verbindung zum Festland erhielt. Dadurch wurde einerseits die Straßenverbindung aus nördlicher Richtung auf den westlichen Teil der Halbinsel und nach Korčula verkürzt, andererseits entstand dadurch eine vollständig auf kroatischem Territorium verlaufende Straßenverbindung nach Dubrovnik, durch die sich der der Halbinsel Pelješac im Norden gegenüberliegende, zu Bosnien und Herzegowina gehörende Küstenort Neum umgehen lässt. Diese Umgehung war auf westlicher Seite bis Juli 2022 nur mit der Fährverbindung Ploče–Trpanj möglich (siehe: Internationale Konflikte der Nachfolgestaaten Jugoslawiens).

## Galerie

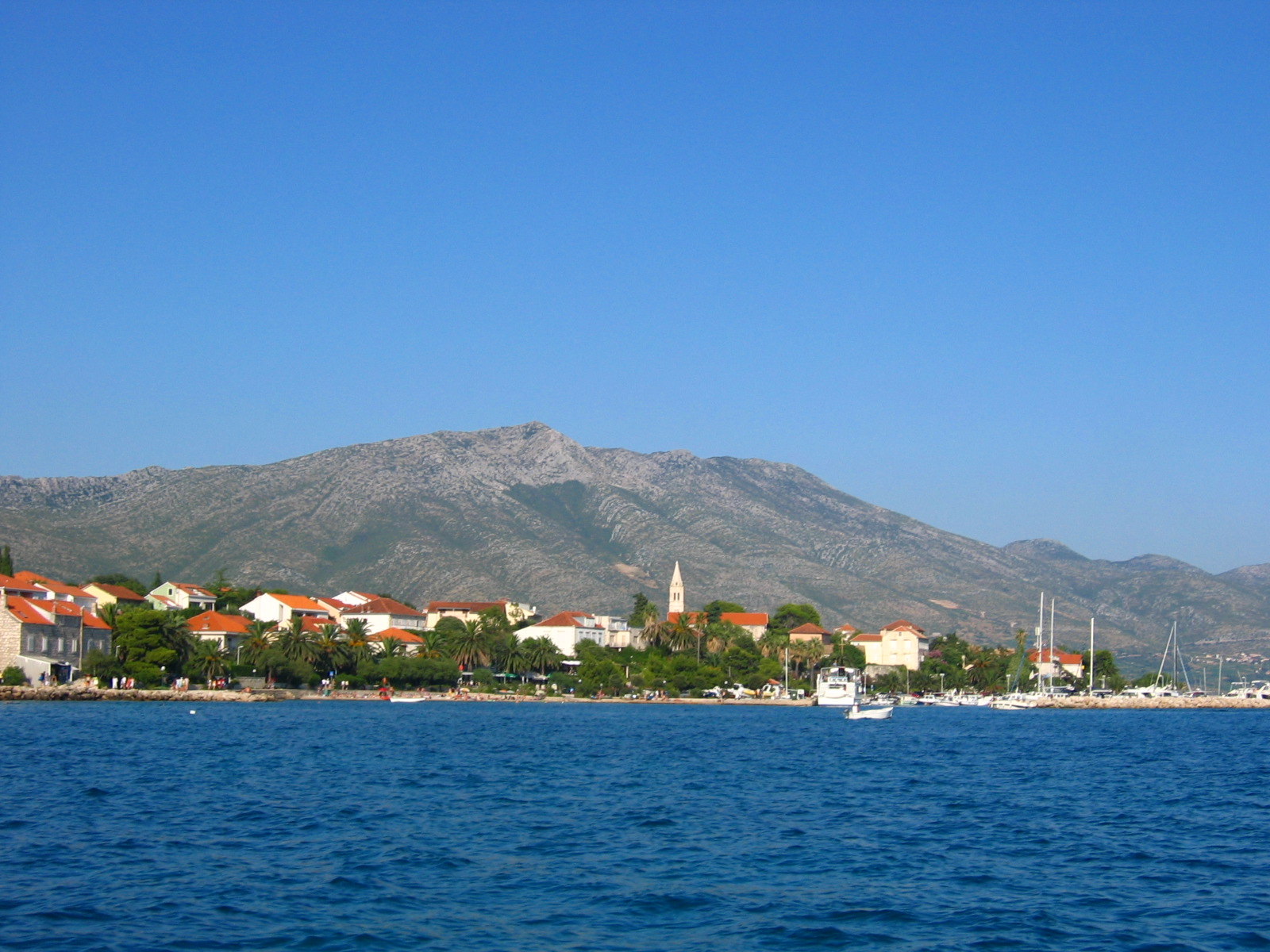
Das Städtchen Orebić auf der Halbinsel Pelješac
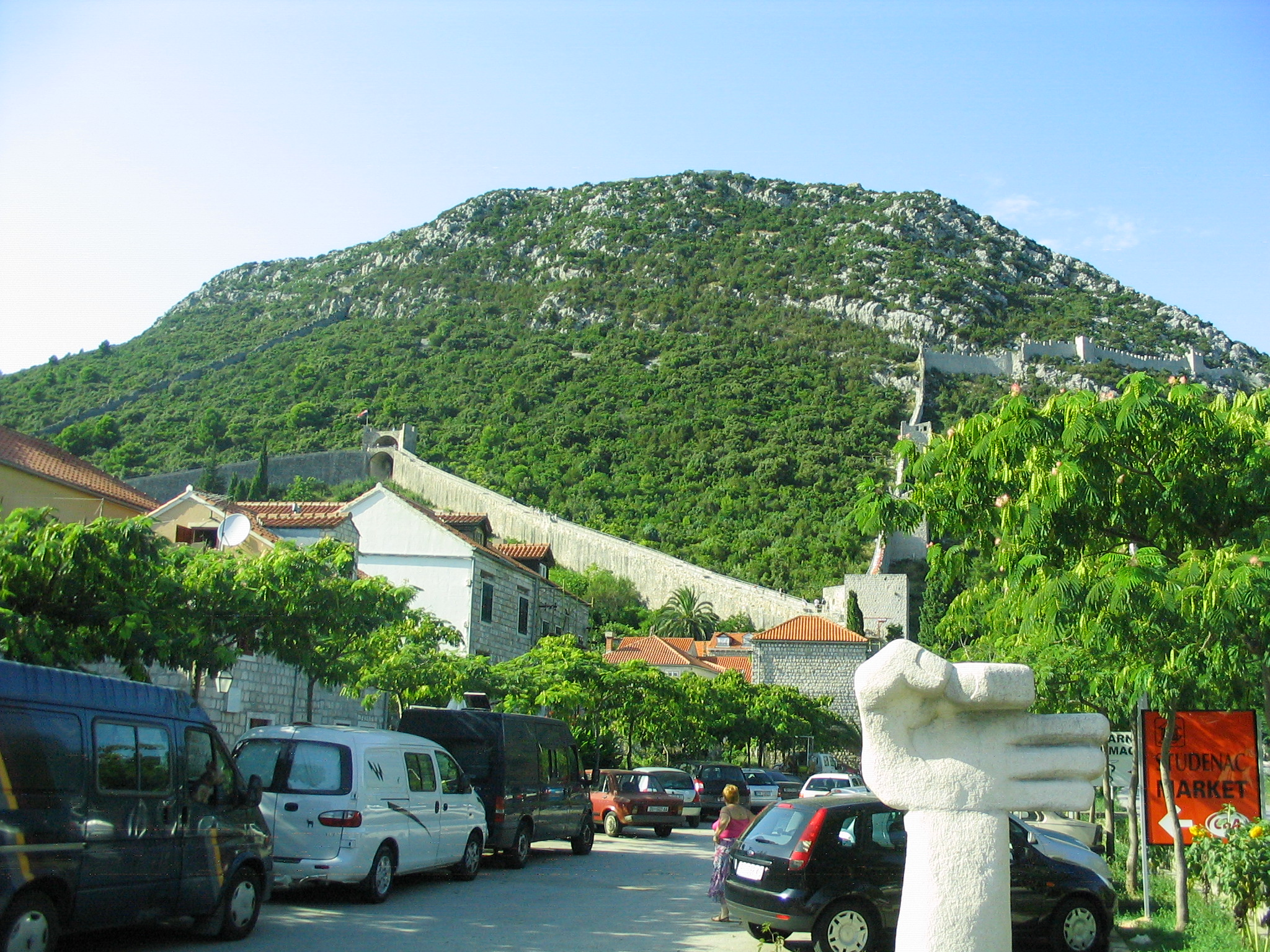
Befestigungsanlage von Mali Ston auf der Halbinsel Pelješac
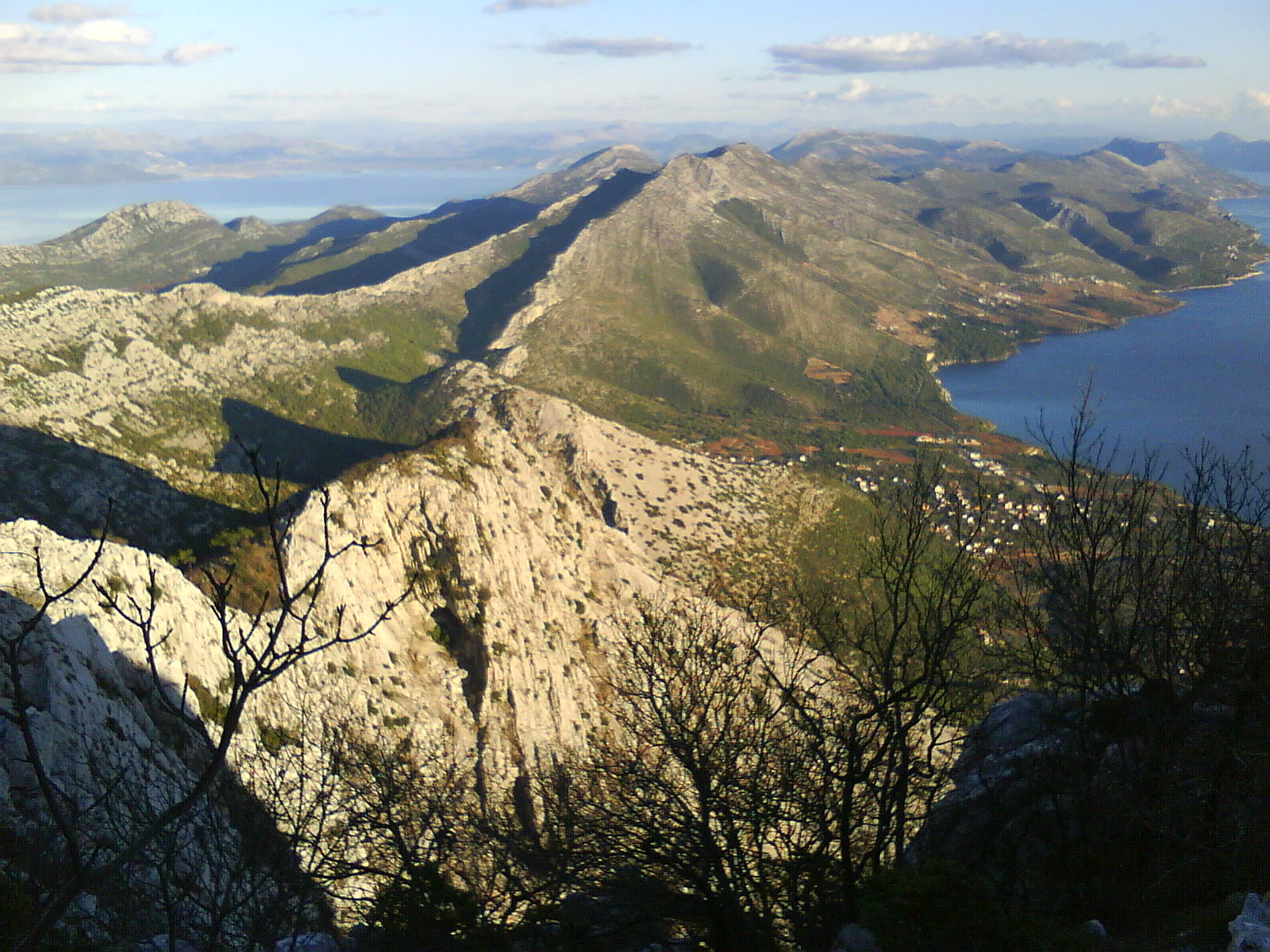
Berg Sveti Ilija (Heiliger Elias)
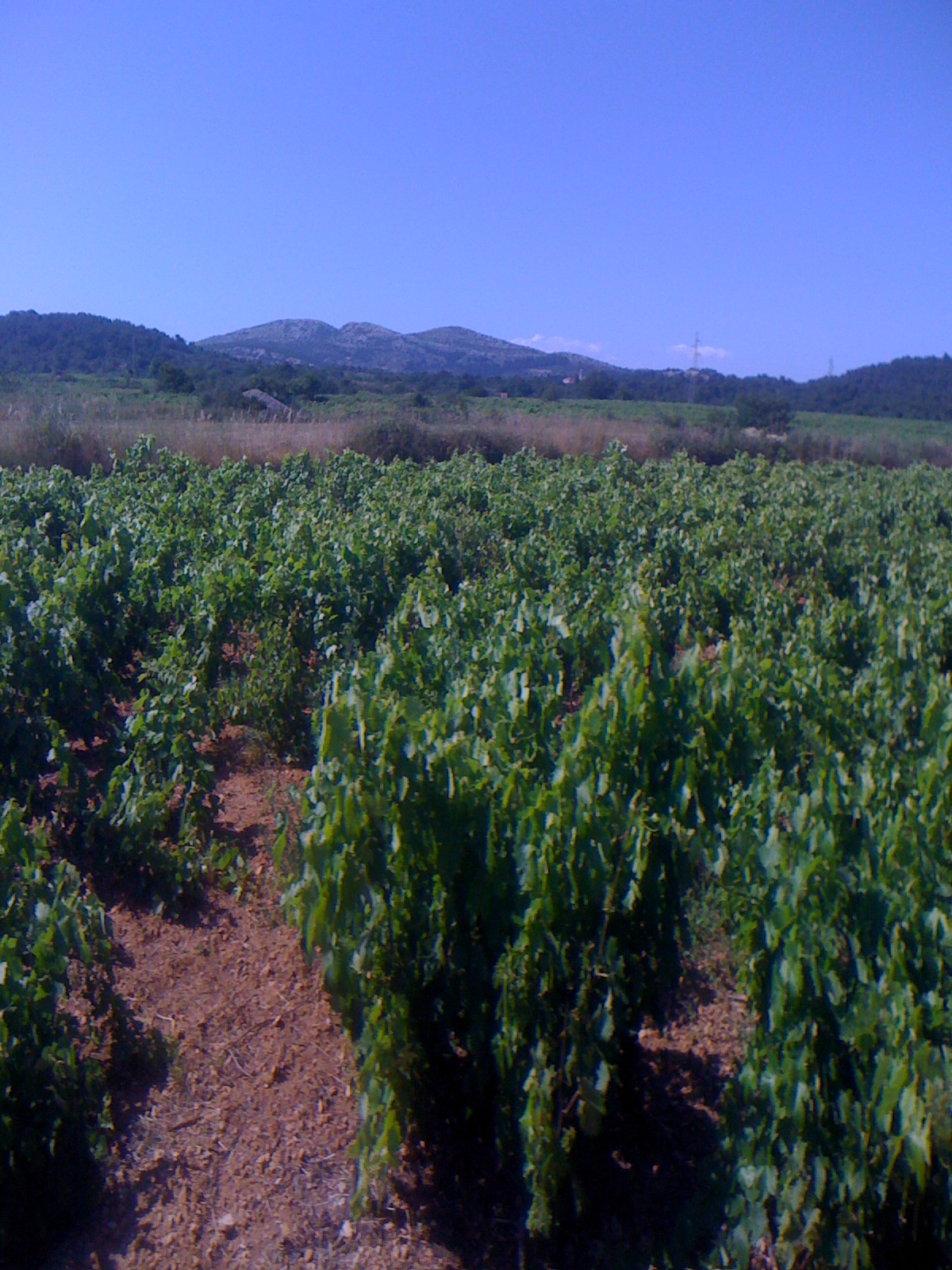
Weinberge auf Pelješac